# Aloe haworthii
Aloe haworthii é uma espécie de liliopsida do gênero Aloe, pertencente à família Asphodelaceae.